# Eksotisk suite
Eksotisk suite (Exotische suite)  is een compositie van Alf Hurum. De zevendelige suite is geschreven in Berlijn alwaar Hurum toen woonde (en leerde). Hij werd daarin begeleid door medecomponist Bjarne Brustad, die Hurum en hemzelf met bladmuziek zag slepen met Chinese en Indiase muziek. Hij speelde het werk zelf eerst op 6 januari 1916 samen met sterviolist Arve Arvesen Die uitvoering vond plaats in het Haukeland Ziekenhuis van Bergen, dat toen net een aantal jaren in gebruik was en dus niet in een concertzaal.  Die uitvoering vond plaats tussen twee concertavonden in Bergen (4 januari) en Oslo (3 februari) gewijd aan muziek van Hurum, waarbij zowel Arvesen als Hurum aanwezig waren. 
De eerste officiële uitvoering vond vervolgens plaats op 29 maart 1916 in de concertzaal van Brødrene Hals in Oslo. Ook toen werd de vioolpartij gespeeld door een Noorse sterviolist. Dit keer speelde Leif Halvorsen, die werd begeleid door Dagny Knutsen, die maar een korte loopbaan als pianiste had. Collega-componisten Hjalmar Borgstrøm en Johannes Haarklou waren positief gestemd over deze werkjes, aldus een advertentie in Aftenposten van 3 april  voor de druk van dit werk. Hurum gaf het in eigen beheer uit, in/voor Duitsland werd het door Hofmeister gedrukt.
De deeltjes zijn:
1. Kektah
2. Tsin-tsin-fa
3. Rektah
4. Ma-ma hau ming-pai
5. Rag Darbari Kandra
6. Cheu teu
7. Ved ingangen til Conficius Tempel

De opname uit 1998 laten inderdaad enige Oosterse klanken horen, maar alles nog wel bestemd voor de Noorse oren van begin 20e eeuw. Hurum had al eerder commentaar gehad op zijn muzikale uitstapje(s) naar het impressionisme van Claude Debussy en vond (kennelijk) verdergaande Oosterse klanken niet verantwoord.  
Hurum orkestreerde zijn exotische suite een tweetal jaren later. De eerste uitvoering vond toen plaats in het Nationaltheatret tijdens een “volksconcert” op 20 januari 1918. Orkest en dirigent worden daarbij niet genoemd, maar er kan van uitgegaan worden dat het orkest dat speelde het orkest van het theater was, dirigent zou dan de concertmeester Hans Hansen zijn geweest. Op het programma stonden werken van diezelfde Hans Hansen (een concertouverture), Johan Backer-Lunde en Johan Selmer. De chef-dirigent van het theaterorkest Johan Halvorsen dirigeerde het op 21 en 22 september van dat jaar, uiteraard met zijn orkest.  